# 映画 ハピネスチャージプリキュア! 人形の国のバレリーナ
『映画 ハピネスチャージプリキュア! 人形の国のバレリーナ』（えいが ハピネスチャージプリキュア にんぎょうのくにのバレリーナ）は、2014年10月11日公開の『ハピネスチャージプリキュア!』の劇場アニメ映画。
キャッチコピーは「愛と友情のきずながキセキをおこす!」。

## 概要
プリキュアシリーズ映画作品の第17弾であり、『ハピネスチャージプリキュア!』の単独映画作品。
本作品の監督として、初めて東映アニメーション所属者ではなく、外部から今千秋が起用されている。プロデューサーの柴田宏明は、同じく外部からの起用となったキャラクターデザイン・作画監督の大田和寛とともに、「外部のスタッフをメインに据えて作っていただくのも面白い、中の人にも刺激になる」と起用意図を語っている。今も以前からプリキュアシリーズが好きで、「いつかはプリキュアシリーズの監督をしてみたい」という夢を持っており、柴田に頼み込んで前年の『ドキドキ!プリキュア』から演出（いなばちあき名義）を手がけ、本作品で念願叶っての監督起用となった。
ゲスト声優として、つむぎ（織原つむぎ）役にはシリーズ初参加となる堀江由衣、ジーク役には小野大輔、ブラックファング役には森川智之がそれぞれ起用される。さらに千葉県船橋市の非公認キャラクターである「ふなっしー」が本人役で出演し、本作品の応援隊長に就任している。
これまでの劇場版作品でも行われてきたミラクルライトによる鑑賞者参加型システムが継続され、本作品では「ミラクルドレスライト」が中学生以下の子供に配布される。そして恒例「プロローグでの『ミラクルライト』の使用解説」は、それまでの本編とは独立した「前説」的なスタイルに代わり、物語冒頭の「ふなっしーショー」に現れたサイアークとプリキュアの戦闘中に、リボン・ぐらさん・美代が説明するという一幕が盛り込まれた。また子供客には「くるりん♪サンバイザー」という紙製サンバイザーがプレゼントされる他、『映画 Yes!プリキュア5GoGo! お菓子の国のハッピーバースディ♪』以来の「データカードダスプレゼント」に代わり、本作品では「25万名限定映画特製プリカードプレゼント」が子供客だけでなく大人の客にまで範囲を広げてプレゼントされる。また番組公式アプリとの連動も行われ、ミラクルドレスライト（大人の客には案内のカード）にあるロゴマークを読み取ることで、上映終了後にメッセージ音声が入手できる。
上映の最後にはプリキュアオールスターズシリーズの新作として、『映画 プリキュアオールスターズ 春のカーニバル♪』の特報が上映された。

### 興行成績
全国210スクリーンで公開され、2014年10月11、12日の初日2日間で動員8万5396人、興収1億38万9600円を記録、興行通信社による映画観客動員ランキングでは初登場第5位に入った。また、ぴあの調査による初日満足ランキングでは第2位に入っている。しかしながら興行収入は伸び悩み、最終興収も5.3億円に終わった。
興行収入が落ち込んだ理由について、例年の10月末ではなく10月上旬の連休に公開が始まり、この時期に運動会シーズンや平成26年台風第19号の接近・上陸が重なったことに加え、2014年は『アナと雪の女王』のロングランヒット、同年冬には『映画 妖怪ウォッチ 誕生の秘密だニャン!』『劇場版 アイカツ!』といった、既にテレビアニメやゲームで人気を獲得していた2作品の劇場版公開を控えた状態で、一般家庭における限られた出費をプリキュアの映画に裂くことができなかった、という分析がなされている。

## ストーリー
めぐみたちが保育園で人形劇を披露していたときのこと。突然その中にあったバレリーナの人形がしゃべりだし、「王国を救ってほしい」と告げる。つむぎというその人形の少女に連れられて、めぐみたちは人形たちが住むドール王国へと向かい、そこにいた王子のジークに招待され、城での舞踏会を楽しむことになる。
そうしたなか、めぐみはつむぎの様子がおかしいことに気づき、何があったのか聞こうとする。一方ジークに一目惚れしたひめは、ジークとの恋の予感を感じていたのだが、その最中にサイアークが襲撃、謎の男・ブラックファングによってつむぎは囚われの身となってしまう。そして王国に隠された悲しい秘密を知っためぐみたちプリキュアはつむぎを、王国を救うためブラックファングに立ち向かう。

## 登場人物

### テレビシリーズからの登場人物
愛乃 めぐみ（あいの めぐみ） / キュアラブリー / スーパーハピネスラブリー
声 - 中島愛
誠司を含めた仲間たちとドール王国に向かい、サイアークを退治したあと、つむぎとの会話の中で王国の真実を知り、つむぎを救いたいと発言するも、そのことが返ってつむぎを不幸にすることに気づかされ、失意に打ちのめされる。
しかし、仲間たちからの激励をうけ、つむぎの「しあわせ」を取り戻すため、ブラックファングとたたかうことを決意する。
白雪 ひめ（しらゆき ひめ） / キュアプリンセス
声 - 潘めぐみ
サイアークとの戦闘では、唯一「マカダミアフラダンス」にフォームチェンジし、「プリキュア・ハワイアンアロハロエ」でサイアークを足止めする。
そのあと、自身の理想の恋人像である「白馬の王子さま」を体現したジークに一目惚れし、アプローチをかけようとするが、森での密会の中でジークの正体を知り、失恋のショックで自暴自棄となる。
しかし、めぐみが失意で落ちこんでいるのを見ると「そんなのはラブリーじゃない！」と発破をかける。
大森 ゆうこ（おおもり ゆうこ） / キュアハニー
声 - 北川里奈
『映画 プリキュアオールスターズNewStage3 永遠のともだち』とは違い、ゆうことしては劇場版作品初登場となる。
サイアークとの戦闘の際に違和感を感じ、いおなとともに様子を見ることにする。日頃は温厚な彼女でさえもブラックファングの悪行は腹に据えかねたようで、「人を不幸に陥れ、食い物にするなんて全くいただけない」と「食」に絡めて痛烈に非難した。
氷川 いおな（ひかわ いおな） / キュアフォーチュン
声 - 戸松遥
本作品では、紫色のジャケットと白色のシャツ、薄い紫色のスカートを着用している。また、ショートブーツを素足のまま履いている。
ゆうこ同様にサイアークとの戦いで違和感を感じ、ゆうこと行動をともにする。
リボン
声 - 松井菜桜子
黒い糸に捕まり、人形にされてしまうが、終盤で元に戻った。
ぐらさん
声 - 小堀幸
リボン同様黒い糸に捕まり、人形にされてしまうが、終盤で元に戻った。
ブルー
声 - 山本匠馬
リボンから「ドール王国」に行った旨を「キュアライン」で聞いている最中に、鏡から飛びだした黒い糸に捕まり、人形にされる。
物語終盤では元に戻ったあと、プリキュアたちに力を与えるため、世界中の人々に「ミラクルドレスライト」を与えた。
相楽 誠司（さがら せいじ）
声 - 金本涼輔
めぐみたちとともに保育園に行ったが、そこでつむぎと出会い、いっしょに「ドール王国」へ出発するが、黒い糸に捕まり人形にされる。
元に戻ったあとは、リボンやぐらさんとともに「ミラクルドレスライト」でプリキュアを応援した。
増子 美代（ますこ みよ）
声 - 小島幸子
プロローグで「ふなっしーショー」を取材中、サイアークとプリキュアの戦闘にでくわし、「ミラクルドレスライト」でプリキュアを応援、またクライマックスでもふなっしーらとともに、人間界でプリキュアを応援した。

### ドール王国
人形たちが暮らしている世界。中央には豪華な城があり、街中は洋風な外観をしており周囲は緑の草原で、風車や動く大樹などがある。つむぎに招かれたプリキュアたちを国民規模で出迎え、プリキュアたちにバレエの披露会などを催した。
実はブラックファングによってつくられた世界であり、ジークと住人たちは元々つむぎが所有していた人形である。また、ところどころに不幸を紡ぐ黒いクモの糸が覆いつくされている。そのため、ブラックファングが倒されると世界ごと消滅する。
以下のキャラクターの内、つむぎと一般の住人たちはテレビシリーズの最終話や、『映画 プリキュアオールスターズ 春のカーニバル♪』にも台詞なしではあるが脇役として登場している。
つむぎ
声 - 堀江由衣
ドール王国のバレリーナの人形で、青色のロングヘアをした少女。一人称は「わたし」。
大きなバラをつけた帽子をかぶり、赤色と白色を基調としたドレスを着用し、白色の長い手袋をつけている。
その正体はブラックファングによって足が動かなくなった人間の少女で、本名は「織原 つむぎ（おりはら つむぎ）」。現実である人間界では車椅子生活で自室に篭り、今では友人と呼べるものは人形しかない状態にある。
バレエを踊ることがいちばんの幸福であり、自分が幸福になれるドール王国をつくってくれたブラックファングを慕っており、ブラックファングが悪人と知りつつも協力している。
物語冒頭では人形姿になって「ぴかりが丘保育園」に出向き、ブラックファングが倒されることがないよう、プリキュアたちを倒すためにプリキュアたちをドール王国に招待する。
プリキュアたちを招待したあとは真の目的を明かし、サイアークや自分の人形たちを使役してプリキュアを始末しようと行動を開始する。
物語中盤では、自分を心配してくれるプリキュアや人形たちの姿勢をみるが、「自分の足が動かない現実は変わらない」「プリキュアにもできないことがある」と拒絶したことで、世界を滅ぼすほどの不幸のエネルギーを放出してゆく。
最終的には、自分を不幸にしていた黒幕がブラックファングだと知り、今までの自分の行為を後悔する。しかし、それでも自分のしあわせを願ってくれるキュアラブリーの激励で改心し、ついにはプリキュアを応援するようになる。
ブラックファングが倒されたことで人間へと戻り、いまだに自分の足が治らないことで一時は悲しむが、後に足は完治もしくはバレエを踊れるぐらいには回復した模様で、最終的にはバレエの発表会に出向くようになり、プリキュアたちに見守られながら笑顔をみせるようになった。
外見としてのモデルは、つむぎ役の堀江の声を元に、キャラクターデザインである大田和寛がデザインしている。
ジーク
声 - 小野大輔
ドール王国の王子。片目を隠した長髪と水色の瞳が特徴の美青年。一人称は「わたし」または「ぼく」。
白色を基調とした上着と紺色のスラックスを着用し、腰部には剣を帯刀している。
スタイルやファッションセンスもこなしているため、ひめには好意の目で見られている。
その正体は、現実の世界のつむぎの人形であるが、ブラックファングがつくったドール王国内では前述の姿になる。そのため、ブラックファングに対してはある程度の感謝はしている。
物語の序盤では、ドール王国へと招かれたプリキュアたちを白馬に乗って出迎え、プリキュアたちをバレエの披露会などに向かわせた。
物語の中盤では、つむぎを不幸にさせてゆくブラックファングに敵意を示し、ブラックファングと決闘を行うも敗れる結果となり、つむぎに別れのことばを残して人形の姿へと戻った。
物語の終盤では、現実世界でプリキュアたちとともに人形として、つむぎのバレエの発表会を見守っていた。

### 本作品の敵
ブラックファング
声 - 森川智之
幻影帝国の野心家な幹部で、紫色の長髪と白い肌をした男性怪人。一人称は普段は「わたし」だが、本性を現す時は「俺」。
大きくて長い緑色の帽子と紫色の仮面が特徴。紅色のタイツを身にまとい、青色と黒色を基調としたマントを覆い、服にはスペードのマークをつけている。
不幸を紡ぐ黒いクモの糸をあやつる能力があり、世界中から夢や希望を奪い去り、莫大な不幸エネルギーを吸収することにより、クイーンミラージュをも凌ぐ力を手に入れて、全世界を手中に収めようと暗躍している。
つむぎの足を動かなくした張本人であり、つむぎを利用して絶望のエネルギーを得るため、「ドール王国」をつくりだしてつむぎを誘惑し、邪魔な存在であるプリキュアを排除しようと企む。
精神攻撃に長けており、つむぎを「すべての不幸」と貶め、「人間がいるかぎり不幸はなくならない」という持論をもつ。
つむぎがプリキュアたちを招待したことで真の目的を明かし、用済みとなったつむぎを黒いクモの糸で閉じ込めて、つむぎにジークやプリキュアたちが倒される状況をみせてさらに絶望させてゆく。
最終的には、つむぎの不幸のエネルギーを手に入れたことで最終形態へと変貌し、すべての世界を不幸で紡ごうとするが、怒りが頂点に達したプリキュアたちの猛攻で劣勢になり、最期はスーパーハピネスラブリーの「ラブリー・ミラクルラブモーション」をうけて倒された。
キャラクターとしては「圧倒的な悪いヤツ」とされており、「親しみやすさゼロ」「こころおきなくブン殴れる相手」として描写されている。当初はクイーンミラージュに忠誠を誓っている設定だったが、それでは映画の敵としてはスケールが小さいため、彼女への謀反を企む野心家となった。
最終形態
巨大な翼形の暗黒色のエネルギー体のような姿になり、中央には光が灯っている。
とてつもなく強力な不幸の力をもっており、巨大な光線を放つことができる。プリキュアのほとんどの技が通用せず、「ミラクルライト」の効果も弾くこともできる。

#### 怪物
サイアーク
声 - 増元拓也
幻影帝国の怪物。本作品ではブラックファングが複数生みだしている。
赤色、桃色、緑色などのマフラーを身につけているが、マフラーをつけていない個体も存在している。
すべて不幸の糸から生まれた存在であり、共通の能力として、不幸を紡ぐ黒いクモの糸を各地へ広げる能力をもっている。
なんども浄化されても、不幸の糸が消滅しないかぎり、再生しては復活をとげるという性質をもっている。
なおプロローグでは、若い主婦を拉致して誕生した「宝石型」が登場した。

### その他
ふなっしー
声 - ふなっしー
プロローグの「ふなっしーショー」に登場していたが、サイアークに襲われるも、「ミラクルドレスライト」を振って応援した。物語終盤でもミラクルドレスライトを振って応援、観客にも応援を呼びかけた。

## スーパーハピネスラブリー
本作品におけるキュアラブリーの強化モード。つむぎがプリキュアを応援する気持ちと、ミラクルドレスライトによる応援の力を受けて変身した。衣装の形状は『白鳥の湖』に見られるような羽毛があしらわれたチュチュ状のコスチュームで、背中に大きな翼が生えている。
変身後は他の3人のプリキュアの力も得てブラックファングに向かって「プリキュア・ミラクルラブモーション」を放ち、撃破した。

## 作品用語
ふなっしーショー
映画プロローグ、ぴかりが丘で行われた「ふなっしー」主演の屋外ショー。そこで「宝石型サイアーク」とプリキュアの戦闘が始まり、その最中にリボン・ぐらさん・美代による「ミラクルドレスライト」の説明が行われた。
ぴかりが丘保育園
めぐみ達が人形劇を行った保育園。
ぴかりが丘総合病院
ブラックファングによって歩けなくなったつむぎが通院していた病院。
ミラクルドレスライト
本作品におけるミラクルライト。先端に「亀甲模様が施されたハート」状の蛍光部が付いているが、色がピンクになっており、また下のグリップ部は白で、ドレス状の装飾が施されている。グリップ色が白でライト色がピンクになったものはシリーズでは初の仕様となる。
作中では冒頭部と終盤で使われており、冒頭部では上述のようにふなっしーショーでの戦闘でライトの説明を兼ねる形で使われ、プリキュア達に力を与えた。終盤ではブルーがリボン・ぐらさん・誠司・美代、そして地球の人々にライトを与え、プリキュアを応援するよう促し、その力がドール王国に向かっていったが、ブラックファングが張り巡らせた黒い糸によって阻まれてしまう。しかし、つむぎがプリキュアを応援するようになると糸が白くなり、阻まれていた光が入るようになっていき、キュアラブリーに力を与えスーパーハピネスラブリーへと変身させた。
発光の時の掛け声は、単独映画では『映画 スマイルプリキュア! 絵本の中はみんなチグハグ!』以来の「プリキュア、がんばれ!!」となった。

## スタッフ
- 原作 - 東堂いづみ
- 漫画 - 上北ふたご (講談社「なかよし」連載)
- 製作 - 高木勝裕、有川俊、山本晋也、小野口征、和田修治、中山晴喜、木下直哉
- 企画 - 柴田宏明、土肥繁葉樹
- 助監督 - 小山保穂
- 脚本 - 成田良美
- キャラクターデザイン - 佐藤雅将、大田和寛
- 美術監督 - 柴田聡
- 色彩設計 - 澤田豊二、佐久間ヨシ子
- コンポジットディレクター - 柳田貴志
- CGディレクター - 小林真理
- 編集 - 麻生芳弘
- 音響効果 - 石野貴久
- 音楽 - 高木洋
- 音楽プロデューサー - 本多洋一、犬塚舞、鎌田佳代子
- 音楽制作 - 株式会社マーベラス
- 音楽制作協力 - 東映アニメーション音楽出版、ライトソング音楽出版、レガートミュージック
- エンディングディレクター - 日向学
- 製作担当 - 太田有紀
- アニメーション制作 - 東映アニメーション
- 監督 - 今千秋
- 制作 - 2014映画ハピネスチャージプリキュア!製作委員会(東映アニメーション、東映、バンダイ、アサツー ディ・ケイ、朝日放送、マーベラス、木下グループ)

## 主題歌
オープニングテーマ「ハピネスチャージプリキュア!WOW!」
作詞 - 青木久美子、作曲 - 小杉保夫、編曲 - 大石憲一郎、歌 - 仲谷明香
エンディングテーマ「パーティ ハズカム」
作詞 - 只野菜摘、作曲 - ヒザシ、編曲 - 古川貴浩、歌 - 吉田仁美
前年の『映画 ドキドキ!プリキュア マナ結婚!!?未来につなぐ希望のドレス』同様に、映画仕様として1コーラス長くなっており、映像もテレビシリーズ同様の映像の後、スタジオがある飛行船からイノセントフォームで飛び降り、キュアラブリーはスーパーハピネスラブリーへとフォームチェンジ、スタジアムの真ん中に設置されたステージに着地してそのまま歌い続けるという演出が施されている。そしてラストは、左からハニー・ラブリー・プリンセス・フォーチュンが立った所で、彼女達の上に「お」「し」「ま」「い」とエンドマークが出て終わりとなる。
また、前年同様に「EDダンス前の解説」は行われていない。
挿入歌「勇気が生まれる場所」
作詞 - こだまさおり、作・編曲 - 高木洋、歌 - キュアラブリー（中島愛）、キュアプリンセス（潘めぐみ）、キュアハニー（北川里奈）、キュアフォーチュン（戸松遥）

## 関連商品
- CD『『映画ハピネスチャージプリキュア!』挿入歌シングル』（マーベラス/ソニー・ミュージックマーケティング、2014年10月8日発売、MJSS-09134）
  - 挿入歌「勇気が生まれる場所」とイメージソング「見上げれば青い空」を収録。
- 音楽CD『映画 ハピネスチャージプリキュア! 人形の国のバレリーナ オリジナル・サウンドトラック』（マーベラス/ソニー・ミュージックマーケティング、2014年10月8日発売、MJSA-01121）
- DVD/BD『映画 ハピネスチャージプリキュア! 人形の国のバレリーナ』（マーベラス/ポニーキャニオン、2015年3月18日発売）
  - DVD特装版（PCBX-51517）/DVD通常版（PCBX-51518）/Blu-ray特装版（PCXX-50095）
  - 特装版は、映像特典として動画メニュー、みなとみらいでの大観覧車ライトアップ点灯式、初日舞台挨拶、大ヒット御礼舞台挨拶、テレビスポット、予告集、ノンテロップオープニング・エンディング、ピクチャーコレクションを収録、特製メモ帳とリーフレットを同梱、カラーケース・ピクチャーレーベル仕様。
  - 『映画 プリキュアオールスターズNewStage3 永遠のともだち』までBD/DVDの販売元を担当していたTCエンタテインメントに代わり、本作品では『ハートキャッチプリキュア!』までを担当していたポニーキャニオンが、DVD/BDの販売元となった。

## コラボレーション
- 例年行われているスタンプラリーは、2014年7月15日から8月18日にローソン、イオン、ミニストップ各店舗で、7月19日から8月17日に東京メトロ、9月27日から10月26日に横浜市営地下鉄や横浜市内の図書館・商業施設等で開催される。
- 環境省及び東京都交通局との間で地球温暖化防止国民運動のタイアップポスターを製作、同運動に賛同する企業・団体に配布された。
- 横浜市とは大規模なタイアップを行い[14]、前述のスタンプラリーのほか、人形が物語のモチーフになっていることにちなんで横浜人形の家でプリキュアシリーズ歴代作品のポスターや人形、グッズの特別展示を実施[15]、みなとみらいのよこはまコスモワールドでは大観覧車を本作品にちなんでピンクにライトアップし、10月5日には出演声優4人がそろって点灯式に出席した[16]。
- 新宿バルト9では公開前日の10月10日に前夜祭が開かれることになった。またこの前夜祭での舞台挨拶の生中継と公開記念特番、さらにシリーズ10周年を記念し、シリーズ映画第1作である『映画 ふたりはプリキュア Max Heart』の記念無料上映をニコニコ生放送で配信することになった。プリキュアシリーズの作品がニコニコ生放送で上映されるのは初のこととなる[17][18]。

## ネット配信
YouTube「プリキュア公式YouTubeチャンネル」にて、以下の日程で本作品の無料配信が実施された。
- 2020年4月24日 18時 - 5月1日 17時59分
  - 『映画 プリキュアオールスターズNewStage3 永遠のともだち』・『映画 プリキュアオールスターズ 春のカーニバル♪』との同時配信。
- 2024年10月5日 19時 - 10月19日 18時59分（予定）
  - 『ハピネスチャージプリキュア!』生誕10周年「10thファンミーティング」（2024年12月12日予定）開催を記念しての配信。

## 備考
- 本作品上映前に放送されたテレビシリーズ第34話（9月28日放送）と、上映直後の第35話（10月5日放送）では、テレビシリーズおよび映画のCMで、本作品とリンクする様な演出が行われている。

1. 第34話：本編プロローグ、ひめの「理想の王子様」の妄想描写シーンに、ジーク王子が台詞無しで登場。その後放送されたCMでは、めぐみの「大変! さっきのひめの『理想の王子様』が、映画で現実に!!」という台詞で始まった。
2. 第35話：事件解決後、本作品で使用する「ドレスプリカード」を入手。直後のCMでは、めぐみの「みんな! 今日出たプリカードが、映画を観るともらえちゃうんだって!!」という台詞で始まった。

- 上記のほか、テレビシリーズ第49話（最終回）のエピローグ部分ではオレスキー（テレビシリーズの幻影帝国幹部）の素体だった警察官と三ツ矢のぶこ（同第35話のゲスト）が坂を登っている場面にて、つむぎと思しき少女（本人かどうかについては言及されていない）がランニングをしているカットがある。